# Глазковка
В Лесозаводском городском округе Приморья есть село с похожим названием — Глазовка
Глазко́вка — село в Валентиновском сельском поселении Лазовского муниципального района Приморского края России.

## География
Находится на берегу Японского моря. Окружающая природа весьма живописна: песчаный пляж протяжённостью около километра; множество небольших красивейших бухт, рядом находится остров Опасный. На нём в советские времена тренировалась олимпийская сборная Эстонии по дайвингу. Там обитает множество видов морских животных, таких как нерпы, осьминоги.

## История
По воспоминаниям жителей село было основано в 1897 году.
Основателем будущего поселка Глазковка называют сучанского старовера Афанасия Поносова, основавшего здесь свой хутор в зиму 1897-98 гг. Назывался хутор Ново-Сионский (иногда встречается название «поселение Поносова»). Уже в 1900 г. здесь стоял прекрасный двухэтажный дом городского типа на каменном фундаменте. Кроме семьи Поносова на хуторе проживало еще 12 мужчин и 3 женщины. Готовились к переезду еще 30-50 человек из Сучанской долины. Участок земли, который отвели Поносову, составлял 400 десятин и они полностью использовались — многочисленные хозяйственные постройки, кузница, бондарная, мельница, оранжерея и т. д. Была библиотека и молельный дом. Даже был прорыт канал, а на реке поставлены плотина со шлюзом. На своих землях уже в 1900 г. он собрал 4000 пудов хлеба, не считая другой продукции. Но особой страстью было все-таки море. Имея 4 большие шаланды, рыбачьи лодки и невода Поносов снабжал морепродукцией Сучанскую долину, Владивосток. Оленепарковое хозяйство, переданное А. Поносовым советской власти существовало вплоть до 70-х гг.
В 20-х гг. в с. Глазковка существовало Глазковское земельное общество, на угодьях которого 13 марта 1934 г. был организован оленеводческий совхоз «Судзухе» (стадо оленей тогда составляло 420 голов). Село Глазковка было определено под центральную усадьбу, в нем проживало всего около 90 человек. В 1942 г. директором совхоза является С. Глазков. Основными направлениями деятельности были: оленеводство, пчеловодство, огородничество, птицеводство. В совхозе работали 41 человек. Сеялись зерновые, картофель, овощи, кормовые культуры. В хозяйстве было 26 лошадей, 37 коров. В селе была 1 школа на 25 учащихся, клуб, баня.
В 1957 году оленесовхоз приобретает 265 голубых песцов. Звероферма была построена в поc. Валентин рядом с рыбокомбинатом. Впоследствии в пос. Валентин перешла центральная усадьба совхоза. В 1960-е гг. идет активное развитие звероводства (норочное хозяйство), а оленеводство постепенно приходит в упадок и в 1975 г. закрывается. Поголовье оленей передано совхозу «Амурский». Производством пушнины зверосовхоз (директор Кияшко Александр Иванович) продолжает заниматься, а п. Глазковка ждет нелегкая судьба экспериментальной базы марикультуры и разведения лососей.

## Население
| 1926 | 2002 | 2007 | 2008 | 2010 |
| ---- | ---- | ---- | ---- | ---- |
| 91   | ↗286 | ↘271 | ↘267 | ↘166 |

## Экономика
Раньше в Глазковке был завод по выращиванию лососевых рыб, завод по производству морской капусты. В постсоветское время всё производство заброшено.